# Raimund Baczyński von Leszkowicz
Raimund Ritter Baczyński von Leszkowicz (tudi Rajmund Baczyński), poljski general, * 10. junij 1857, Krakov, † 7. november 1929, Poznan.

## Življenjepis
Med letoma 1907 in 1911 je bil poveljnik 90. pehotnega polka.
1. januarja 1913 je bil upokojen, a je bil zaradi prve svetovne vojne reaktiviran in bil 23. septembra 1915 povišan v naslovnega podmaršala. Ponovno je bil upokojen 1. decembra 1916.
Leta 1918 je vstopil v novoustanovljeno Vojsko Poljske s činom divizijskega generala. 

## Pregled vojaške kariere
Napredovanja
- generalmajor: 1. november 1911 (z dnem 24. novembrom 1911)
- naslovni podmaršal: 23. september 1915
- divizijski general: 1918